# Хелън Фийлдс
Хелън Фийлдс (на английски: Helen Fields) е английска юристка, филмова продуцентка, сценаристка и писателка на произведения в жанра трилър, криминален роман и исторически роман. Пише и под псевдонима Х. С. Чандлър (HS Chandler).

## Биография и творчество
Хелън Фийлдс е родена през 1969 г. в Англия. Следва право в Университета на Източна Англия, а след това и в Училището по право към Съюза на адвокатските колегии в Лондон. След дипломирането си се включва в състава на адвокатски кантори към колегията „Мидъл Темпъл“, където практикува наказателно и семейно право в продължение на тринайсет години, включително и като прокурор. След раждането на второто си дете напуска Колегията. Заедно със съпруга си Дейвид управлява филмова продуцентска компания и работи като сценарист и продуцент.
Първият ѝ роман „Съвършени останки“ от поредицата „Инспектор Каланак“ е издаден през 2017 г. Инспектор Люк Каланак се мести от обещаваща кариера в Интерпол в шотландската полиция в Единбург и първата му задача е разследването на изчезването и убийството на уважаваната адвокатка Илейн Бъкстън. Скоро и друга преуспяла жена е отвлечена от прага на дома си. Инспектор Каланак се озовава в надпревара с времето, а убиецът педантично е заличил следите си. Разследването му води до ужасяващи открития. Романът става бестселър на Амазон. В следващия ѝ роман от поредицата, „Съвършена плячка“, инспекторите Люк Каланак и Ава Търнър са по следите на сериен убиец на случайни жертви, който маркира бруталните си дела с графити.
Първият ѝ исторически трилър „Тези изгубени и счупени неща“ е издаден през 2020 г. Разположен в Лондон на фона на протестите на суфражетките, с индустрията, променяща облика на града, град, в който бедността е най-голямата заплаха от всички, всяко решение е на живот или смърт, а животът е игра на хазарт.
Тя пише и под псевдонима Х. С. Чандлър, като през 2019 г. е издаден съдебният ѝ трилър „Степени на вина“.
Произведенията на писателката често са в списъците на бестселърите. Те са преведени на 15 езика по света.
Хелън Фийлдс живее със семейството си в Хемпшър и Лос Анджелис, Калифорния.

## Произведения

### Самостоятелни романи
- These Lost & Broken Things (2020)[1][3][4][6]
- The Last Girl to Die (2022)
- The Institution (2023)
- Profile K (2024)

### Поредица „Инспектор Каланак“ (D.I. Callanach)
1. Perfect Remains (2017)[1][3][4]
Съвършени останки, изд.: „Бениториал“, София (2022), прев. Майре Буюклиева
2. Perfect Prey (2017)
Съвършена плячка, изд.: „Бениториал“, София (2023), прев. Майре Буюклиева
3. Perfect Death (2018)
4. Perfect Silence (2018)
5. Perfect Crime (2019)
6. Perfect Kill (2020)
7. One for Sorrow (2022)

### Поредица „Кони Улуин“ (Connie Woolwine)
1. The Shadow Man (2021)[1]

### Като Х. С. Чандлър

#### Самостоятелни романи
- Degrees of Guilt (2019)[2]